# Отишки Врх
Отишки Врх (словен. Otiški Vrh) је насељено место у општини Дравоград, Корушка регија, Словенија.

## Историја
До територијалне реорганизације у Словенији био је у саставу старе општине Дравоград.

## Становништво
У попису становништва из 2011. године, Отишки Врх је имао 869 становника.
| Број становника према пописима | Број становника према пописима | Број становника према пописима |
| ------------------------------ | ------------------------------ | ------------------------------ |
| 1991                           | 2002                           | 2011                           |
| 847                            | 879                            | 869                            |

Напомена: Године 2004. смањен за део насеља који је проглашен за самостално насеље Буковје.